# Palazzo dell'Arte della Lana

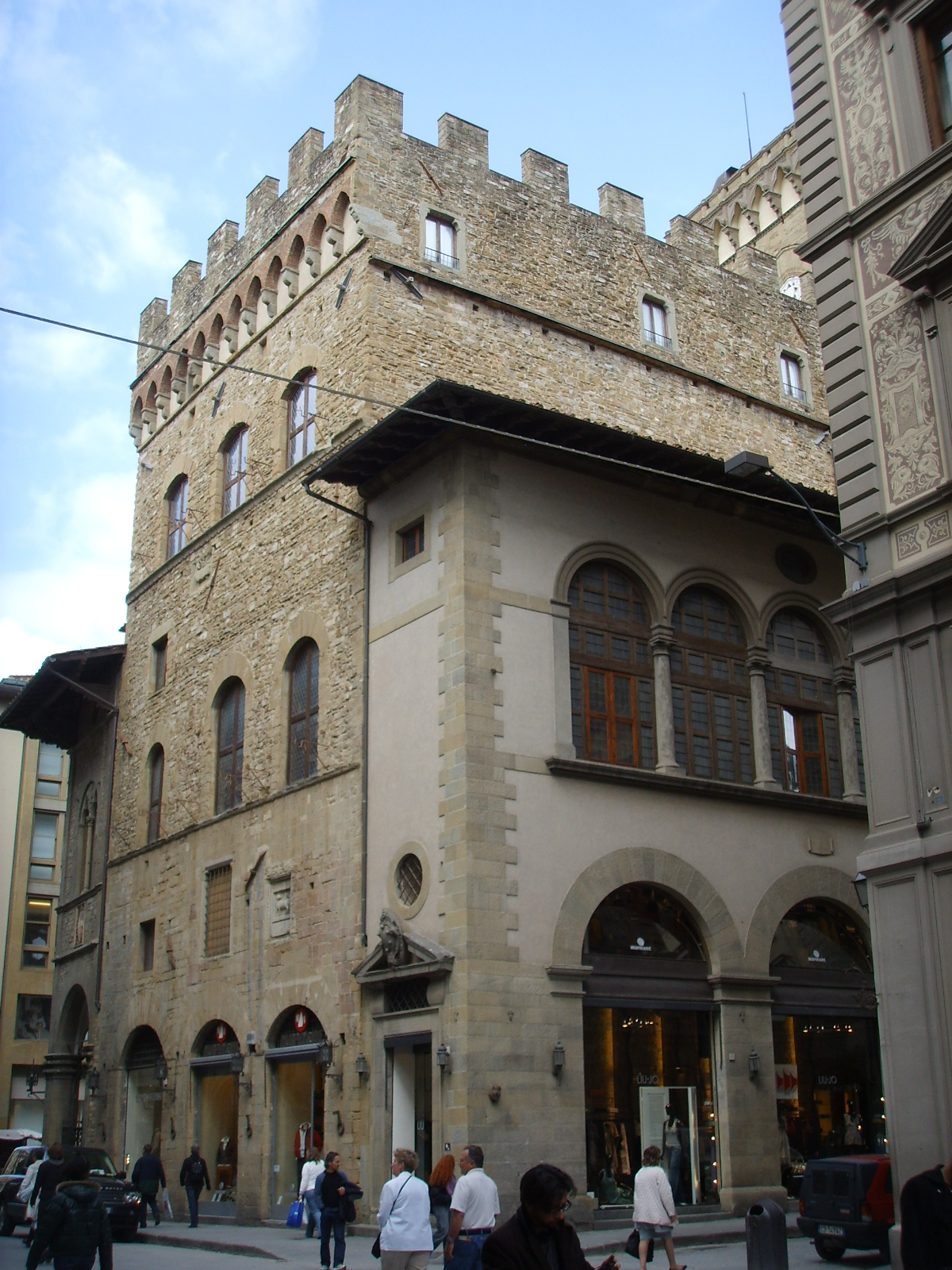
Aspecto exterior do Palazzo dell'Arte della Lana.

O Palazzo dell'Arte della Lana, antiga Torre dei Compiobbesi, é um palácio de Florença que se encontra frente à Igreja de Orsanmichele, num quarteirão entre a Via Calimala, a Via Orsanmichele e a Via dell'Arte della Lana. Actualmente, pertence à Sociedade Dantesca Italiana.
Hoje, encontra-se entre as mais bem conservadas torre apalaçadas antigas de Florença. Comunica com Orsanmichele graças a um passadiço construído em 1569.

## História

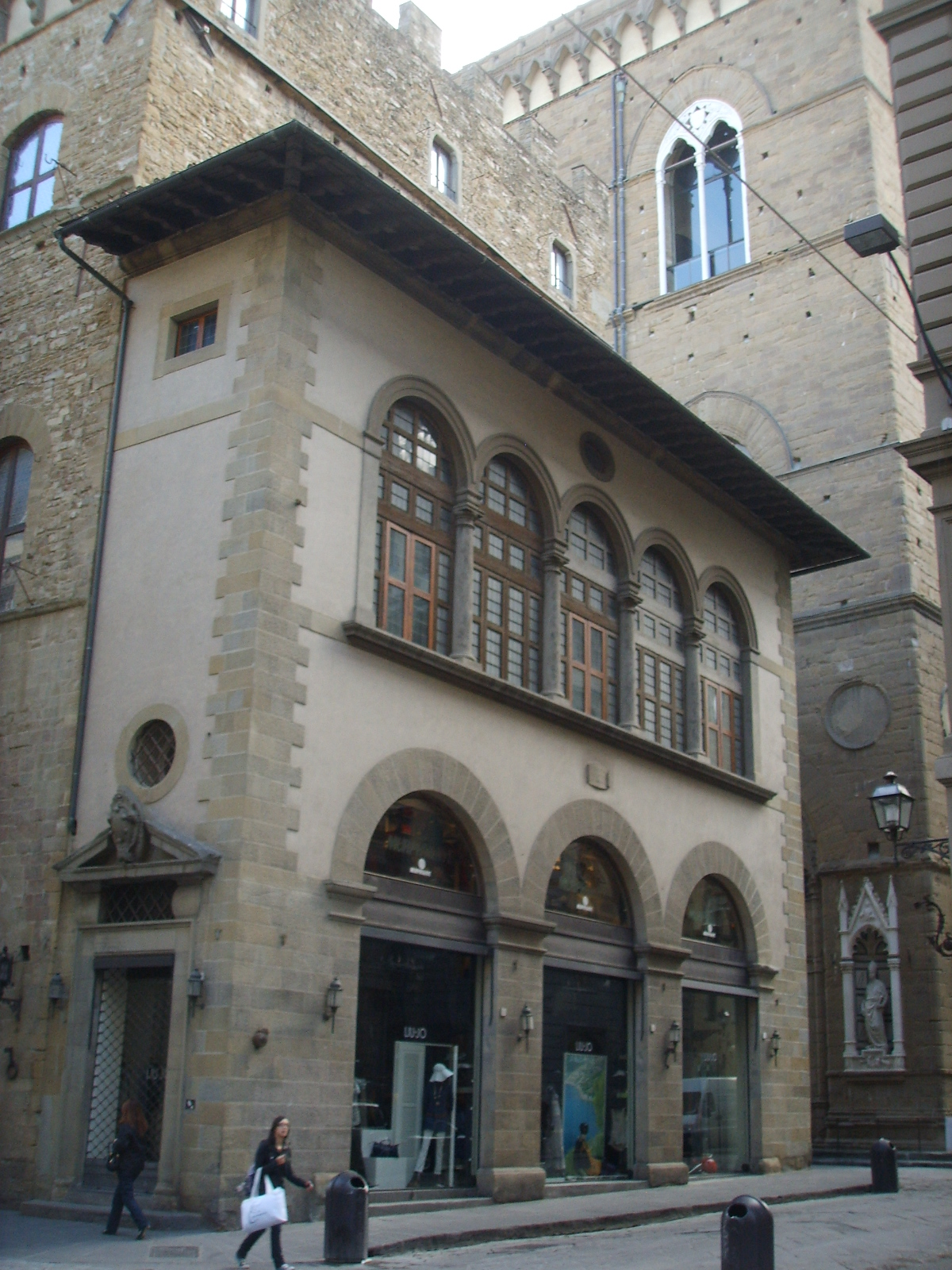
Corpo quinhentista do Palazzo dell'Arte della Lana, virado a sul.

A torre original da família Compiobbesi é muito antiga, remontando ao século XIII. A família dos Compiobbesi era originária de Compiobbi, fracção da comuna de Fiesole, onde teve numerosas propriedades, como o antigo castelo de Compiobbi e a Igreja de San Michele a Compiobbi. Sendo uma família gibelina, depois da Batalha de Benevento viu incendiadas e confiscadas muitas das suas propriedades.
A partir de 1308, o palagio (nome que em Florença indica as vias do meio entre as casas-torres e os palácios) foi sede da Arte della Lana (Arte da Lã), como faz menção uma lápide no edifício. A Arte della Lana, que tem como brasão o Agnus Dei, no século XIII era uma das mais ricas "Artes maiores" e tinha muitas lojas e trabalhadores.
No século XVI, Cosme I destinou o segundo piso do palácio a Arquivo notarial. Em 1569, Bernardo Buontalenti realizou o portal de entrada nas traseiras e o arco que conduz ao primeiro andar da fronteira Igreja de Orsanmichele, hoje usado como passagem para se entrar no Museu de Orsanmichele.
No século XIX, no período do chamado "Risanamento" (1865-1871), na sequência da demolição do Mercato Vecchio (Mercado Velho), foi aqui recolocado o Tabernáculo de Santa Maria della Tromba.
Desde 1905, o edifício é pertença da Sociedade Dantesca Italiana, que aqui tem os próprios gabinetes e uma biblioteca. Naquele ano, o edifício foi completamente restaurado por Enrico Lusini, privilegiando o aspecto medieval. Remonta àquele período a decoração e afresco com brasões do vão de escadas e de outros ambientes nos pisos superiores, assim como a placa polícroma com Dante que mostra a Divina Comédia colocada no exterior do edifício e derivada da célebre tábua de Domenico di Michelino em Santa Maria del Fiore.

## Descrição

### Exterior
Actualmente, o edifício apresenta no exterior da sua parte mais antiga o revestimento com filaretto de pedra, com cornijas marca-piso e janelas bastante amplas nos andares. O coroamento é composto por merlões guelfos apoiados em mísulas pouco salientes. A parte quinhentista, reconhecível por uma inscrição dedicada a Cosme I, é a aquela virada a sul, onde se abre uma loggia, hoje tapada por vidraças.

### Interior

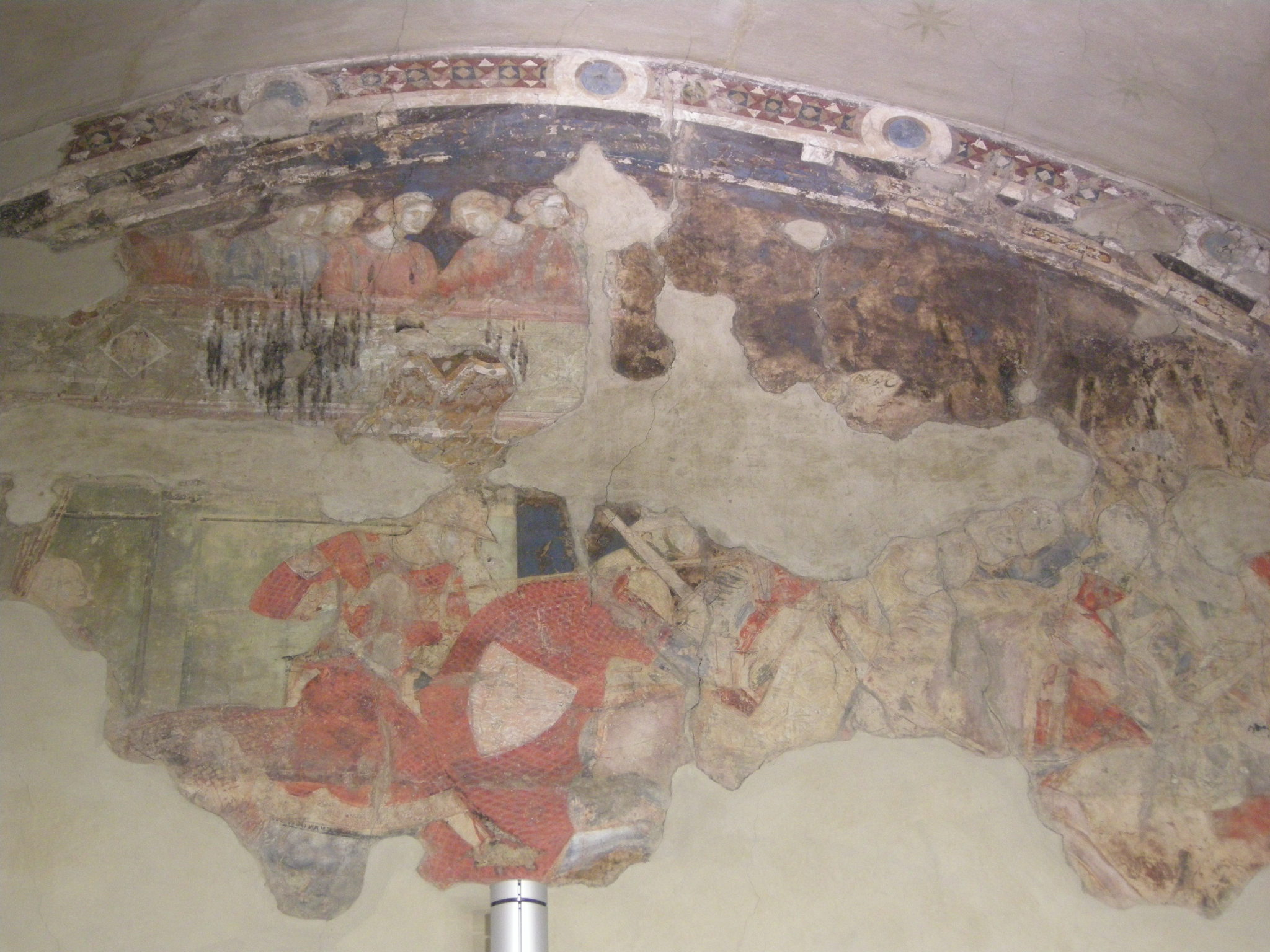
Afrescos da Sala das Audiências.

O palácio e rico de sfreascos do século XIV, sobretudo na Sala das Audiências: aqui se encontram: na abóbada, Virtù ed Evangelisti (Virtude e Evangelistas); entre as janelas, uma Madonna in trono tra angeli (Nossa Senhora em trono entre anjos); e na parede esquerda, San Martino, san Pancrazio, san Pietro e san Felice (ou sant'Agostino) - obras atribuidas por alguns a Lippo di Benivieni ou aos seguidores do Mestre do Crocifisso Corsi e datáveis entre 1310 e 1320. Na parede da direita encontra-se, por outro lado, uma Allegoria del corretto esercizio della Giustizia (Alegoria do correcto exercício da Justiça), executado cerca de 1340, no estilo de Ambrogio Lorenzetti.

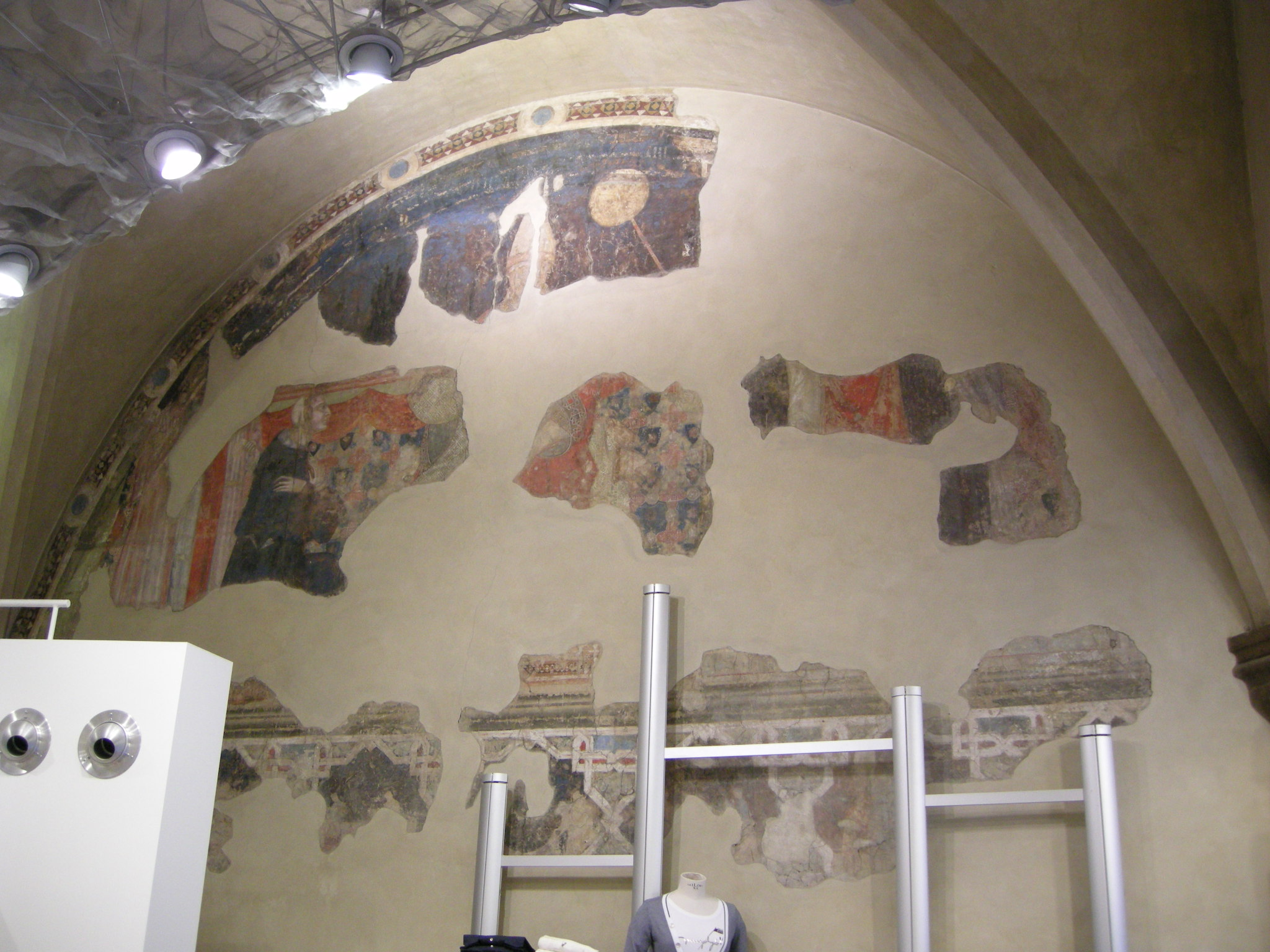
Sala com as Fases de Laboração da Lã.

No espaço hoje ocupado por um estabelecimento, nos números 16-18 da Via Calimala, encontram-se outros afrescos que representam as Fasi della lavorazione della lana (Fases da laboração da lã), brasões e outros motivos entre quadrifólios, atribuidos sempre a Lippo di Benivieni ou a um pintor próximo do Mestre da Madonna delle Grazie, datáveis entre a primeira e a segunda década do século XIV. No estabelecimento do número 20 encontra-se, por outro lado, um tabernáculo com o afresco da Madonna col Bambino tra i santi Stefano e Filippo (Nossa Senhora com o Menino entre os santos Estevâo e Filipe), atribuido ao Mestre do Bargello (1365-1370).
Acede-se ao primeiro andar a partir das traseiras, através duma escada quinhentista que foi reconstruída no século XIX: o vão, em estilo neo-medievsal, é coberto por treliças pintadas e carrega no alto uma teoria de brasões ligados à cidade de Florença: as Artes, as bandeiras, os bairros, etc. Esta parte do palácio é a sede da Sociedade Dantesca Italiana, que aqui tem a sua própria biblioteca: Aqui se encontra, também, uma luneta com a Madonna in trono fra angeli (Nossa Senhora em trono entre anjos).

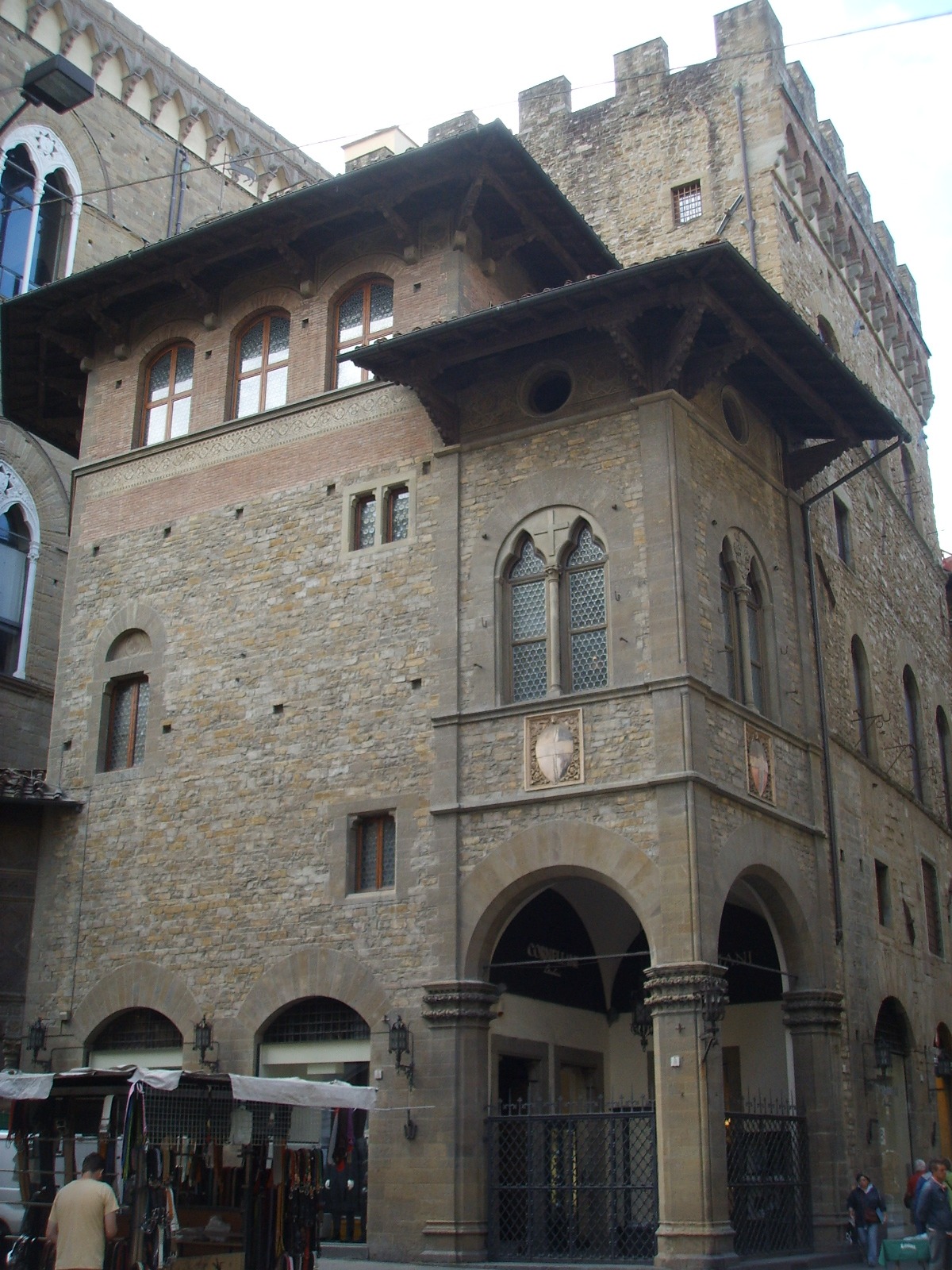
A loggetta
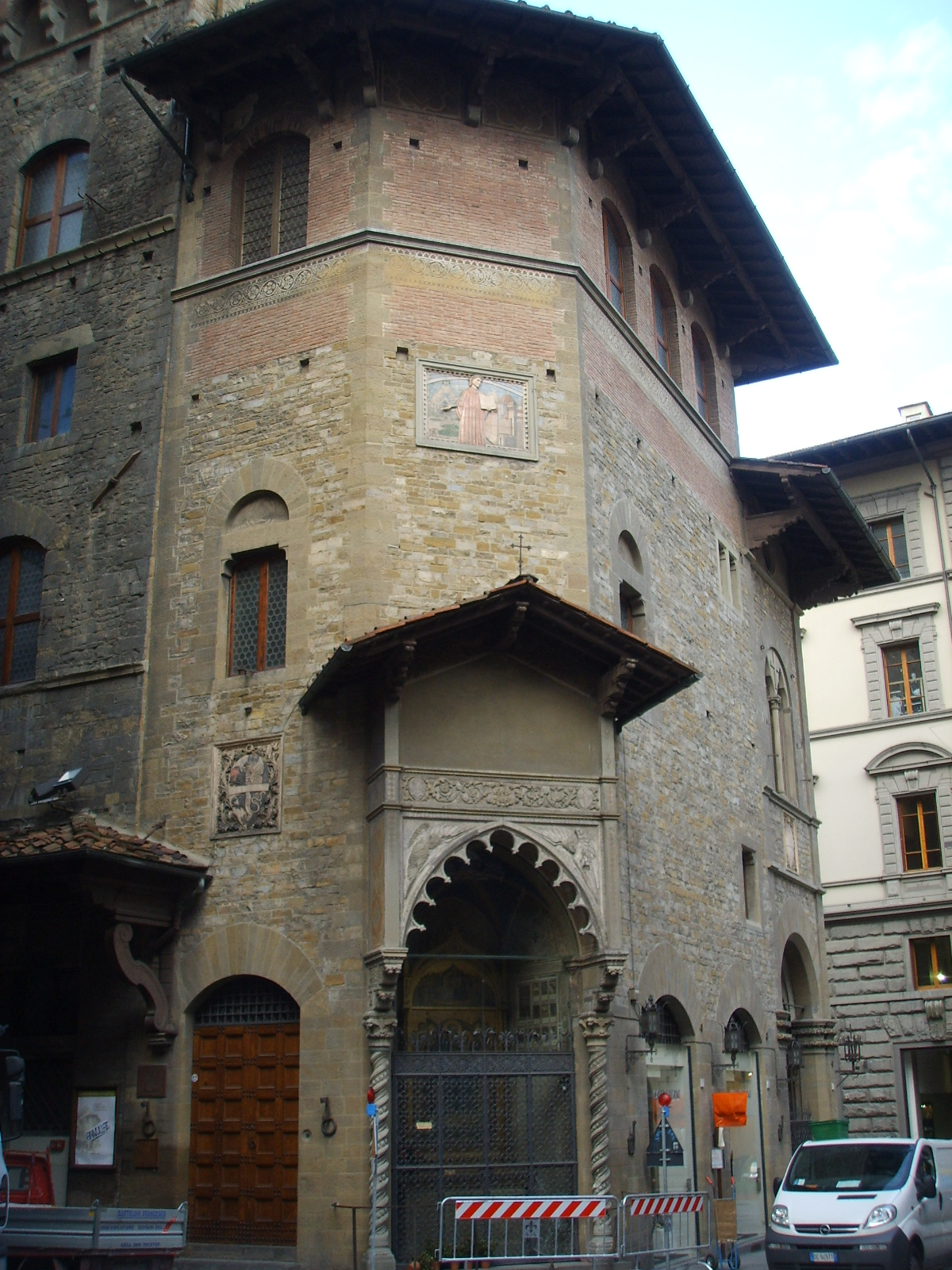
O Tabernáculo de Santa Maria della Tromba
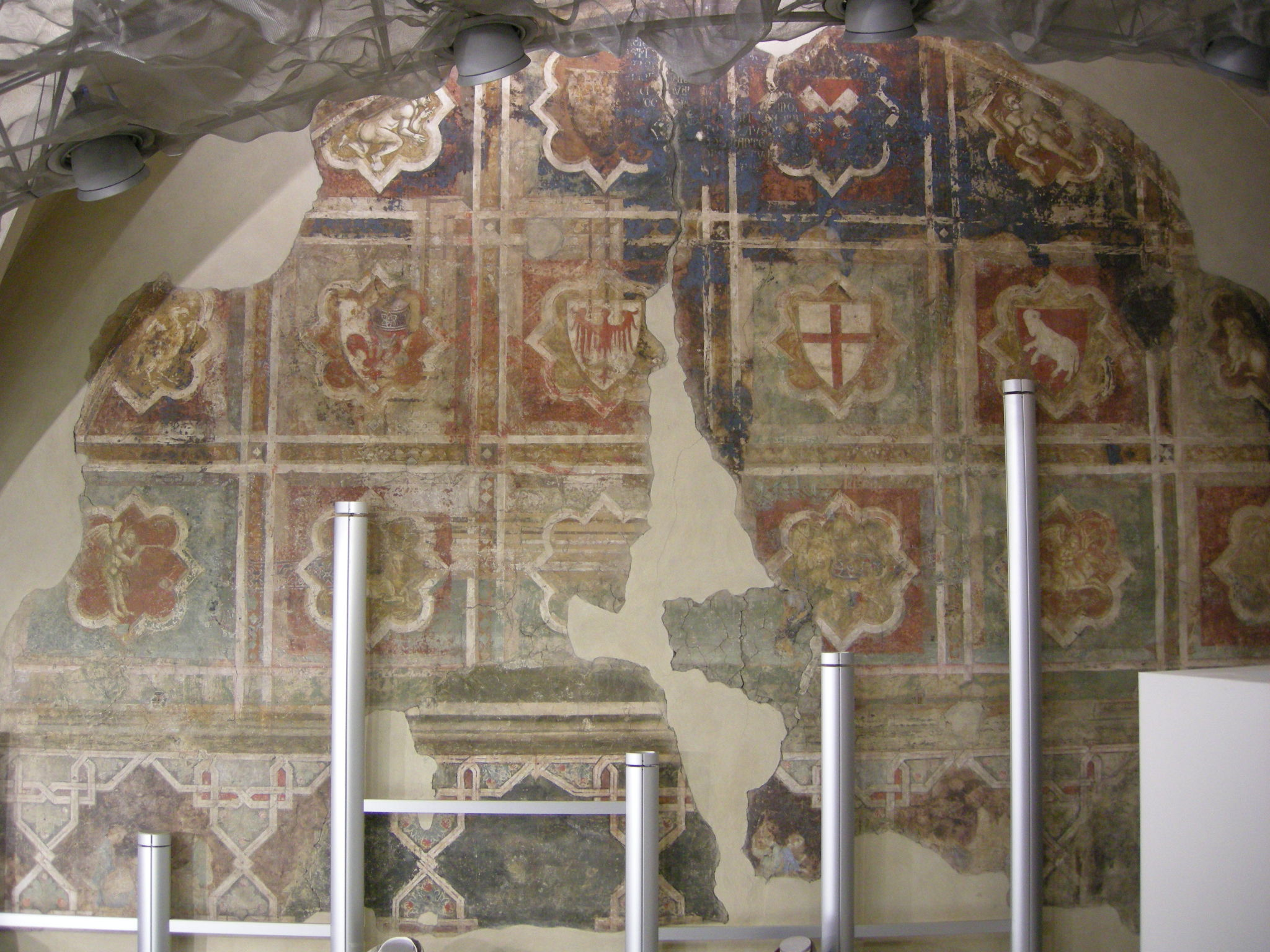
A sala com as Fases de Laboração da Lã
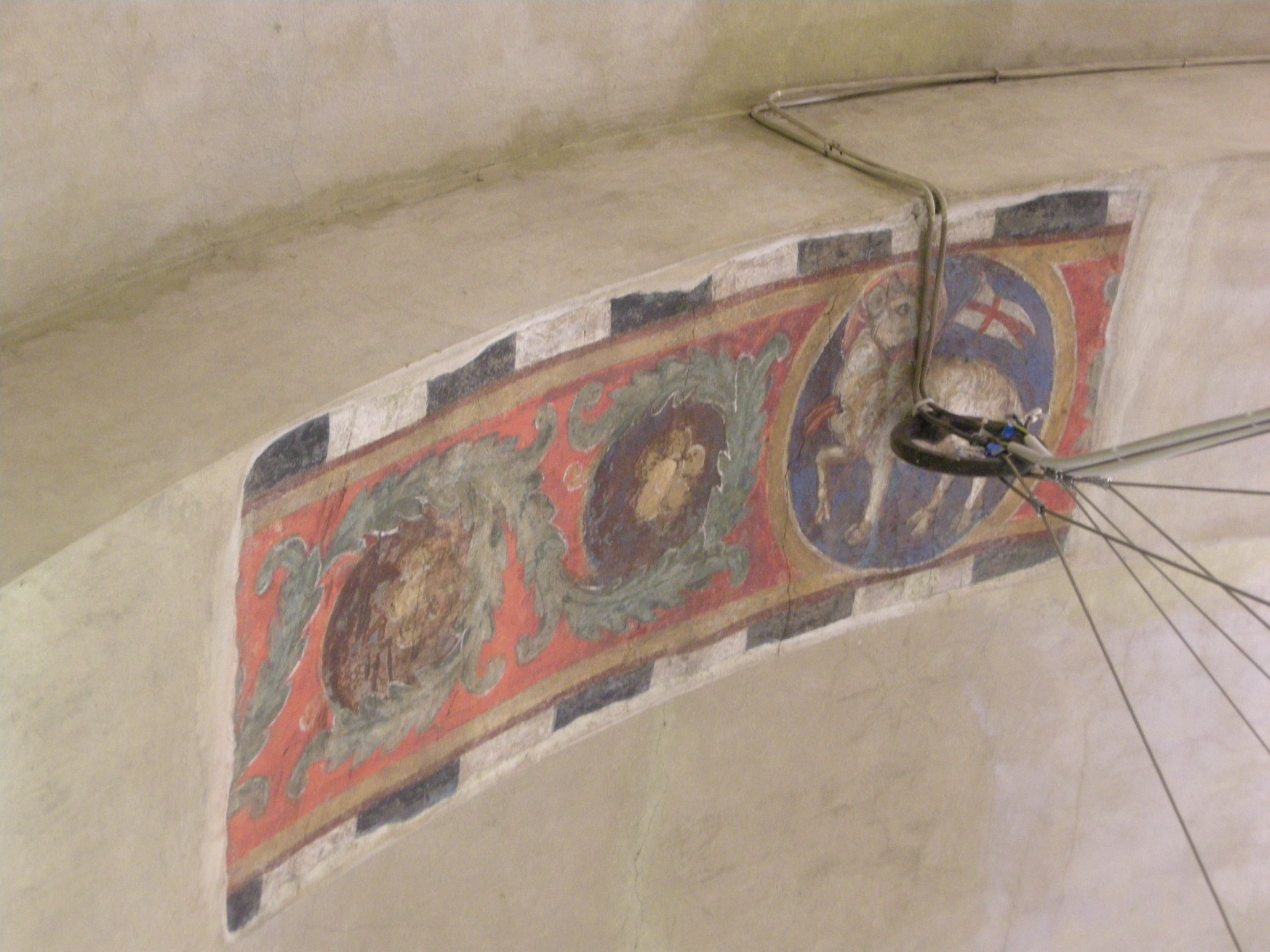
O símbolo do Agnus Dei na chave da abóbada com as Fases de Laboração da Lã
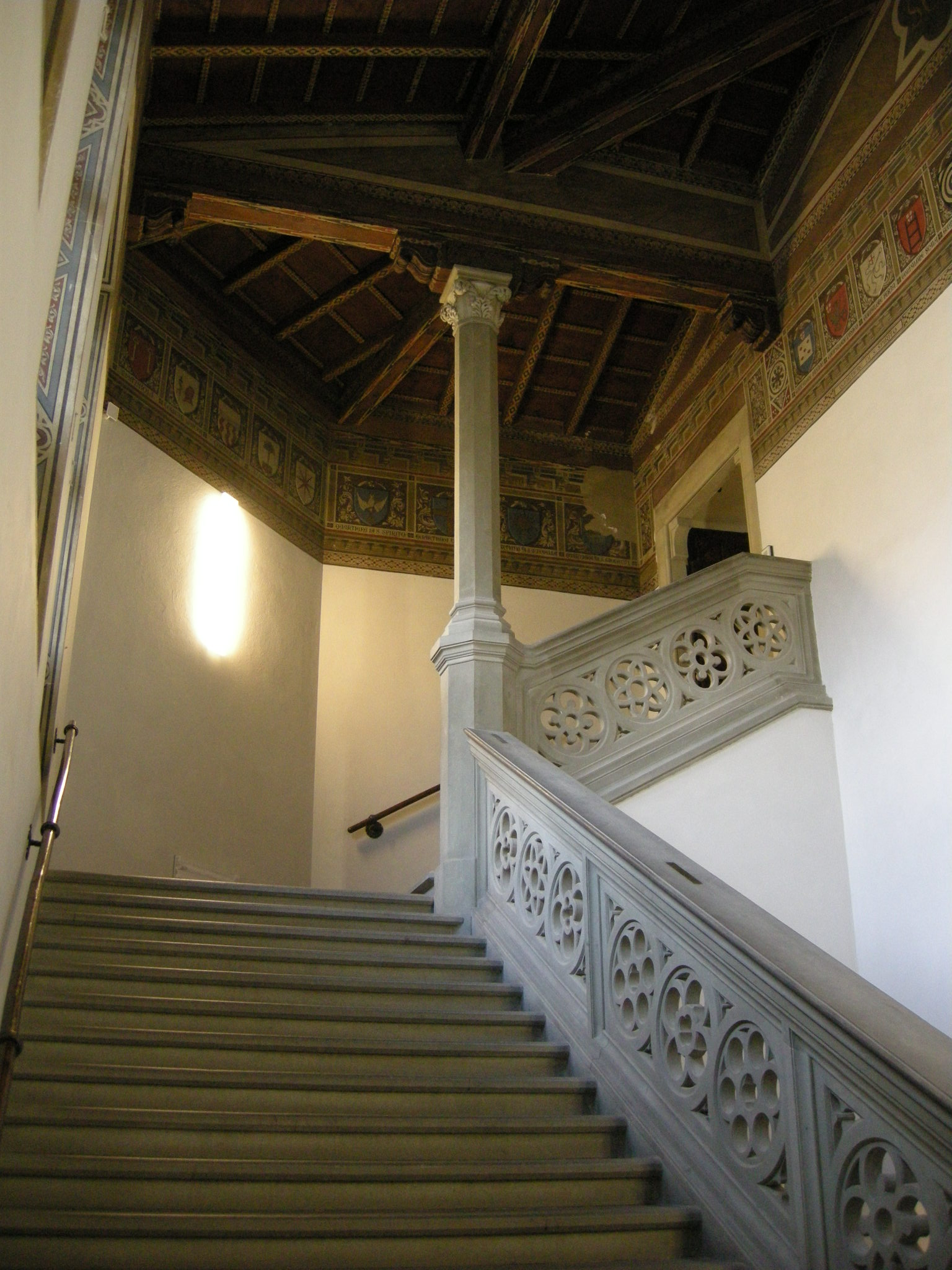
escadaria neo-medieval
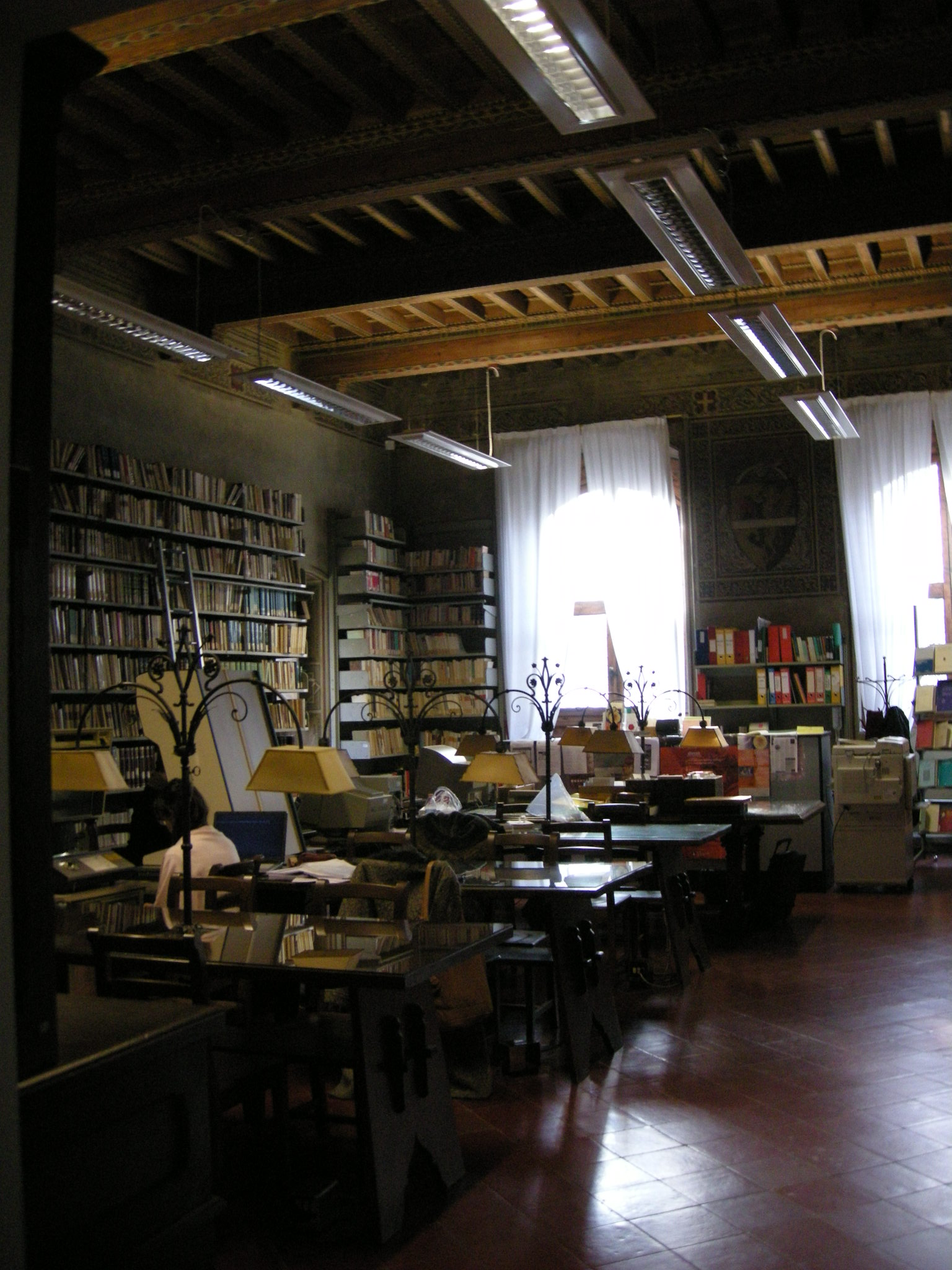
A biblioteca da Sociedae Dantesca